# كريس روبرتس (لاعب كرة قاعدة)
كريس روبرتس (بالإنجليزية: Chris Roberts)‏ هو لاعب كرة قاعدة أمريكي، ولد في 25 يونيو 1971 في غرين كوف سبرنغز في الولايات المتحدة.

## وصلات خارجية
- كريس روبرتس على موقع الدوري الياباني لكرة القاعدة (الإنجليزية)
- كريس روبرتس على موقعبيزبول رفرنس.كوم (الدوري الثانوي) (الإنجليزية)
- كريس روبرتس على موقع أوليمبيديا (الإنجليزية)